# Sami Vatanen
Sami Vatanen (ur. 3 czerwca 1991 w Jyväskylä) – fiński hokeista, reprezentant Finlandii, dwukrotny olimpijczyk.

## Kariera klubowa
- JYP U16 (2006–2007)
- JYP U18 (2007–2008)
- JYP U20 (2008–2009)
  -  D Team (2009)
  -  Suomi U20 (2009, 2010, 2011)
- JYP (2009–2012)
- Norfolk Admirals (2012–2012)
- Anaheim Ducks (2013-2017)
- New Jersey Devils (2017-2020)
- Carolina Hurricanes (2020)
- New Jersey Devils (2021)
- Dallas Stars (2021-)
- Servette Genewa (2021-)

Wychowanek klubu JYP. Sukcesywnie awansował w juniorskich drużynach klubu aż do zespołu seniorskiego w lidze SM-liiga. W drafcie NHL z 2009 został wybrany przez Anaheim Ducks z numerem 106, a rok później w 2010 w KHL Junior Draft został wybrany przez klub Mietałłurg Nowokuźnieck z numerem 2 (jako najwyżej wybrany Fin w historii). W maju 2011 podpisał wstępny kontrakt z Anaheim, jednak na kolejny sezon SM-liiga (2011/2012) został pozostawiony w JYP. Po jego zakończeniu wyjechał do USA i we wrześniu 2012 został oddany do zespołu farmerskiego Norfolk Admirals w lidze AHL, w barwach którego rozegrał sezon 2012/2013. Jednocześnie zadebiutował wówczas w rozgrywkach NHL w drużynie Kaczorów i rozegrał osiem meczów w lutym i kwietniu 2013. Po sezonie, w kwietniu 2013 został wezwany do Anaheim na stałe i jest zawodnikiem klubu w sezonie NHL (2013/2014). Od końca listopada 2017 zawodnik New Jersey Devils. W lutym 2020 przeszedł do Carolina Hurricanes. Na początku stycznia 2021 ogłoszono jego transfer do New Jersey Devils. Po wystawieniu przez ten klub na listę waivers został pozyskany w kwietniu 2021 przez Dallas Stars. Pod koniec września 2021 ogłoszono jego zakontraktowanie przez szwajcarski klub Servette Genewa.

## Kariera reprezentacyjna
Jest reprezentantem Finlandii. Grał kadrach juniorskich kraju na turniejach mistrzostwach świata do lat 17 w 2007, na mistrzostwach świata do lat 18 w 2008 i 2009, do lat 20 w 2010, 2011. Następnie od 2010 rozpoczął grę w kadrze seniorskiej. Uczestniczył w turniejach Euro Hockey Tour, mistrzostw świata edycji 2010, 2022, zimowych igrzysk olimpijskich 2014, 2022, Pucharu Świata 2016.

## Sukcesy

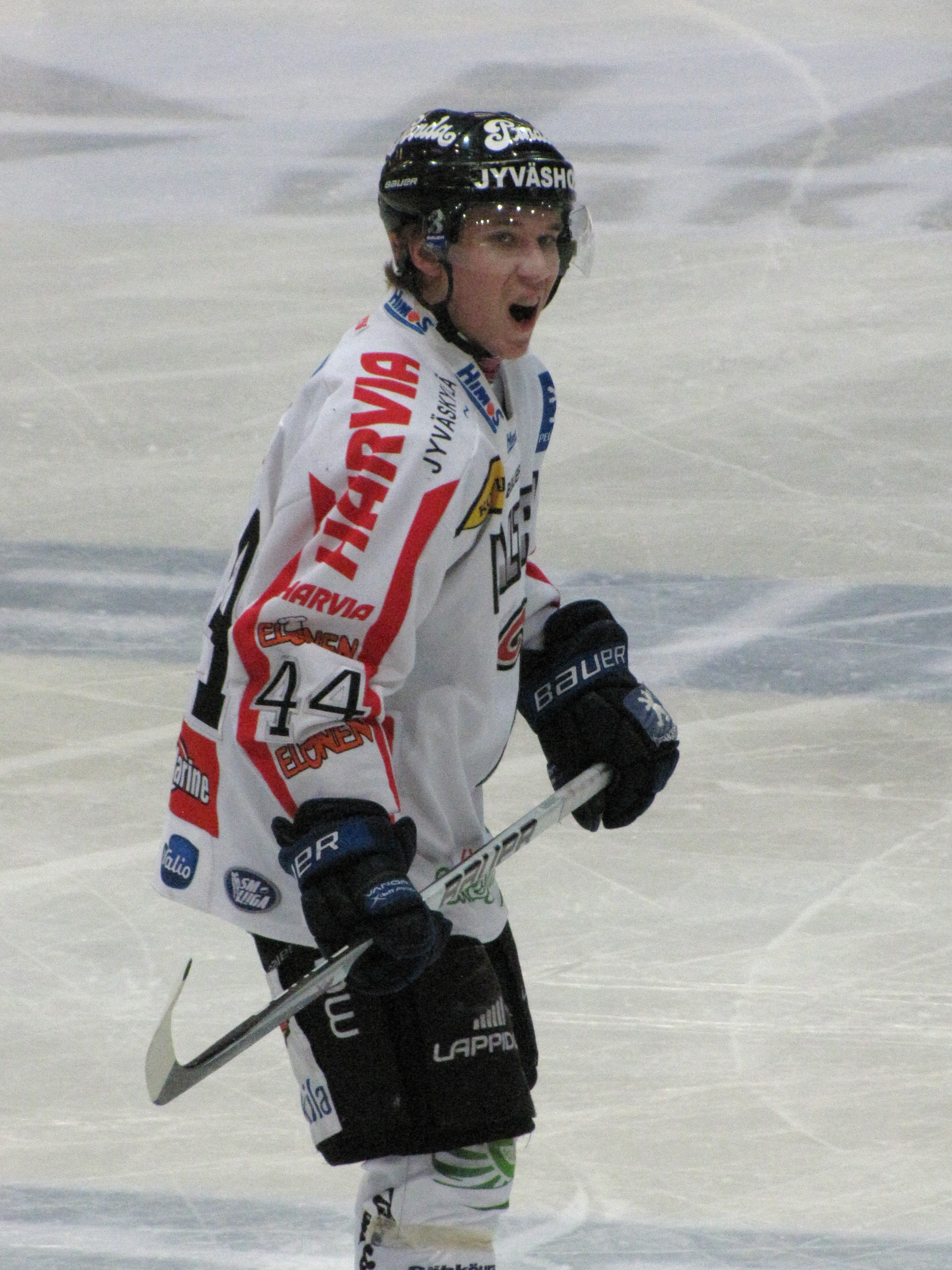
Sami Vatanen w barwach JYP (2011)

Reprezentacyjne
- Brązowy medal mistrzostw świata juniorów do lat 18: 2009
- Brązowy medal zimowych igrzysk olimpijskich: 2014
- Złoty medal zimowych igrzysk olimpijskich: 2022
- Złoty medal mistrzostw świata: 2022

Klubowe
- Brązowy medal mistrzostw Finlandii: 2010 z JYP
- Złoty medal mistrzostw Finlandii: 2012 z JYP

Indywidualne
- SM-liiga (2010/2011):
  - Pierwsze miejsce w klasyfikacji +/- w sezonie zasadniczym: +30 (Trofeum Mattiego Keinonena)[10]
  - Najlepszy obrońca sezonu – Trofeum Pekki Rautakallio
  - Skład gwiazd sezonu
- Mistrzostwa Świata Juniorów w Hokeju na Lodzie 2011/Elita:
  - Jeden z trzech najlepszych zawodników reprezentacji na turnieju
- Karjala Cup 2011:
  - Skład gwiazd turnieju
- SM-liiga (2011/2012):
  - Trofeum Pekki Rautakallio – najlepszy obrońca sezonu
  - Skład gwiazd sezonu
- AHL 2012/2013:
  - Skład gwiazd pierwszoroczniaków
  - Pierwszy skład gwiazd
- Hokej na lodzie na Zimowych Igrzyskach Olimpijskich 2014 – turniej mężczyzn:
  - Drugie miejsce w klasyfikacji asystentów turnieju: 5 asyst

Wyróżnienie
- „Kalen Kannu” (wyróżnienie, które corocznie przyznaje prezes Fińskiej Federacji Hokejowej Kalervo Kummola): 2010